# 維森巴赫河 (羅伊斯河支流)
47°16′37″N 8°23′39″E / 47.276823°N 8.394179°E

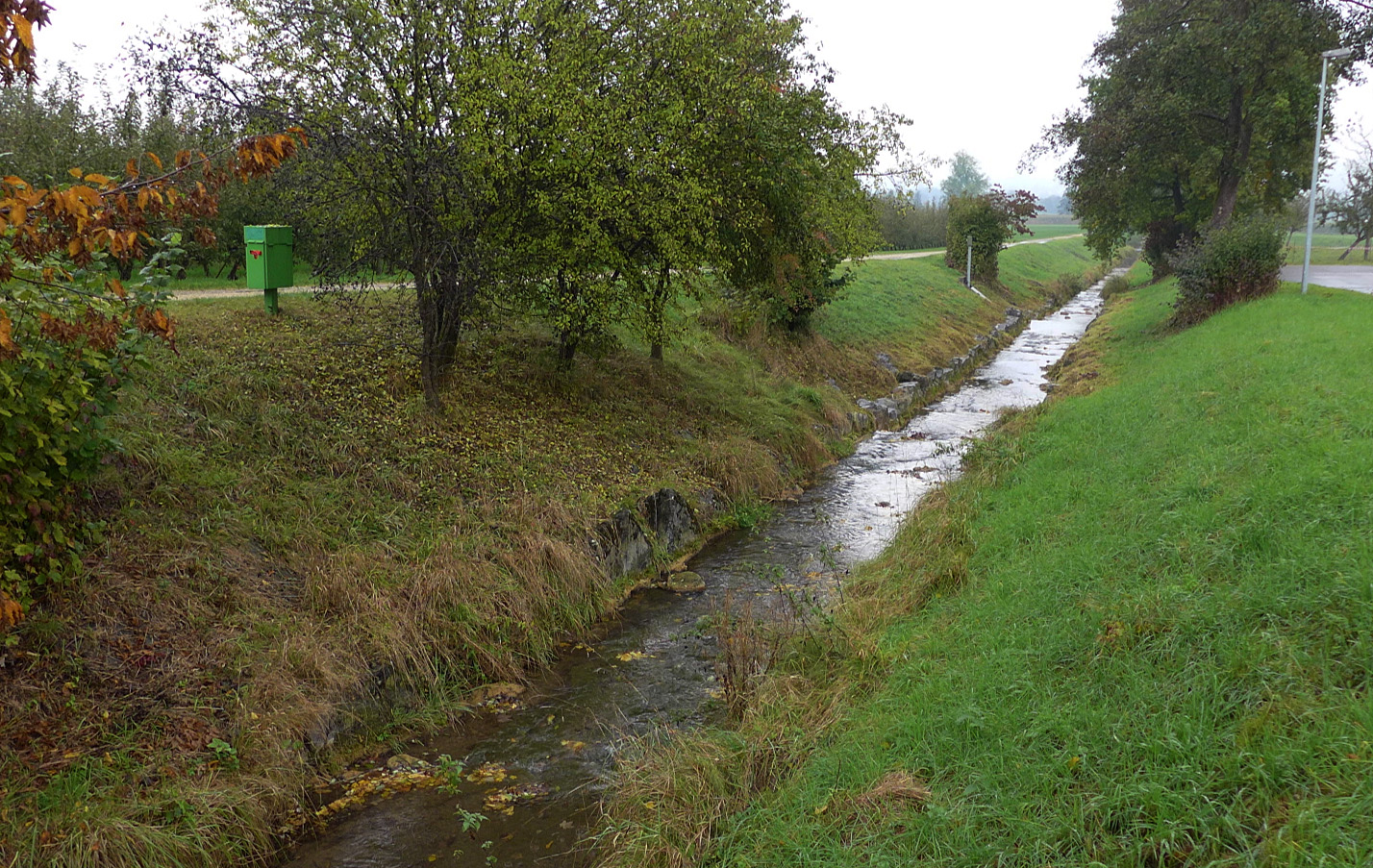

維森巴赫河是瑞士的河流，位於該國北部，流經阿爾高州，屬於羅伊斯河的左支流，河道全長9公里，流域面積13.6平方公里，河口處在梅倫施萬德東北面。